# Nosna kost
Nosna kost (lat. os nasale)  parna je kost lubanje koja čini koštanu podlogu nosnog hrpta. Nosne kosti nalaze se jedna do druge u središnjoj liniji lica. Kost se dužinom i oblikom razlikuje između pojedinaca. 
Nosna kost ima dvije ploštine i četiri ruba. Gore se nosna kost spaja s čeonom kosti (lat. os frontale), lateralno s gornjom čeljusti, straga s rešetnicom (lat. os ethmoidale), a medijalno s nosnom kosti suprotne strane. 
Na unutarnjoj ploštini kosti, koja je konkavna poprečno, nalazi se brazda sulcus ethmoidalis (lat.) kojom prolazi živac i arterije.  
Vanjska je ploština konkavokonveksna odozgo prema dolje i konveksna poprečno. Vanjsku ploštinu prekrivaju tanki mišić (lat. musculus procerus) i poprečni dio nosnog mišića (lat. pars transversa musculus nasalis; musculus compressor naris).